# Miike Snow
Miike Snow est un groupe suédois de rock, originaire de Stockholm. Il est composé de Andrew Wyatt, Christian Karlsson et Pontus Winnberg. Ces deux derniers composent le duo Bloodshy and Avant connu pour avoir produit plusieurs titres à succès de la chanteuse Britney Spears.

## Historique

### Débuts
Miike Snow est formé en 2007 à Stockholm. Les membres Christian Karlsson et Pontus Winnberg sont des amis d'enfance qui ont passé leur temps dans divers groupes et projets musicaux dans leurs studios de Göteborg. Karlsson est un ancien membre du groupe de hip-hop local Goldmine, qui a tourné avec The Fugees.
Karlsson et Winnberg collaboraient sous le nom de Bloodshy and Avant  et ont joui du succès. Ils ont notamment travaillé pour Madonna, Kylie Minogue, Kelis, Sky Ferreira et ont remporté un Grammy Award du meilleur morceau électronique pour Toxic de Spears.
En 2004, alors qu'ils travaillent sur un album pop pour Britney Spears, Karlsson et Winnberg font la rencontre du troisième membre du groupe, Andrew Wyatt, ancien élève de musique classique et jazz grâce à « un mec des affaires ». Wyatt, ancien leader du groupe Fires of Rome, ajoute qu'il « était en visite en Suède, et que quelqu'un m'a dit que je devais rencontrer ces deux gars. En fait, j'ai rencontré Christian en studio il  a environ un an de ça, et ce n'est que maintenant que je m'en souviens ».
Le nom de Miike Snow vient apparemment de l'un de leurs amis qui s'appelait Mike Snow,,.

### Miike Snow
Miike Snow est leur premier album. Il est enregistré à Stockholm et publié aux US le 9 juin 2009 au label Downtown Records. Un single, Animal, est publié le 17 février 2009. À sa sortie au Royaume-Uni la même année, le morceau atteint la 98e place de l'UK Singles Chart. Le remix d'Animal par Punks Jump Up est utilisé pour la sitcom britannique Friday Night Dinner. Le second single est Black and Blue.
The Guardian considère le style musical du groupe « émotionnellement pop dans le genre A-ha qui rencontre Animal Collective. » Lors d'un entretien avec Clash Magazine, Wyatt révèle les dessous de leur popularité : « IJe ne croyais pas en notre projet quand on l'a démarré. On voulait juste jouer ensemble. Trois mecs qui s'amusent. Je ne crois pas qu'on ai pu anticiper l'intérêt qu'on a suscité. On ne pensait même pas enregistrer d'album, ni faire de tournée. »
Miike Snow a remixé des morceaux pour Depeche Mode, Passion Pit, Peter Bjorn and John, Kings of Leon, I Blame Coco et Vampire Weekend. Leur musique a été remixée par Mark Ronson, Crookers, Peter Bjorn and John, Treasure Fingers, Tiga, Caspa, Style of Eye, Emalkay, Fake Blood, Benny Blanco, Savage Skulls, Netsky, Hood Internet et DJ Mehdi, notamment.
En 2011, Miike Snow remporte l'European Border Breakers Award pour son succès international. En 2012, le groupe tourne aux US.

### Happy to You
Le 30 mai 2011, le groupe annonce sur Facebook l'enregistrement d'un nouvel album programmé pour la fin de l'année. Le 7 octobre 2011, le groupe annonce les débuts du mixage audio. Le 29 novembre 2011, le groupe annonce la fin de l'album, le tournage des clips, la couverture terminée, et les tournées planifiées. Le 20 décembre 2011, le groupe annonce le titre de l'album, Happy to You, pour la semaine du 26 mars 2012.
Le 19 janvier 2012, DJ Zane Lowe de la Radio 1 diffuse Paddling Out, premier single de leur deuxième album. La liste des titres et la couverture de Happy to You sont révélées sur Amazon UK. Le 24 janvier 2012, un autre morceau, Black Tin Box, en collaboration avec Lykke Li, est présenté sur Pitchfork. Le 9 mars, Miike Snow visite une émission sur BBC Radio 1.

### iii
En 2013, Wyatt confirme que Miike Snow travaille sur un troisième album. Le 30 octobre 2015, Miike Snow revient écrire après une pause. Le trio revient avec un nouveau morceau, Heart Is Full. Leur troisième album, iii, est publié le 4 mars 2016. Puis ils démarrent une tournée en 2017.

## Discographie

### Albums studio
- 2009 : Miike Snow
- 2012 : Happy to You
- 2016 : III

### Singles
| Année | Single          | Meilleure position | Meilleure position | Meilleure position | Meilleure position | Album        |
| Année | Single          | États-Unis         | Canada             | Royaume-Uni        | Royaume-Uni Dance  | Album        |
| ----- | --------------- | ------------------ | ------------------ | ------------------ | ------------------ | ------------ |
| 2009  | Animal          | —                  | —                  | 98                 | —                  | Miike Snow   |
| 2009  | Black & Blue    | —                  | —                  | 64                 | 2                  | Miike Snow   |
| 2010  | Silvia          | —                  | —                  | 154                | 16                 | Miike Snow   |
| 2012  | Paddling Out    | —                  | —                  | 90                 | 17                 | Happy To You |
| 2012  | The Wave        | —                  | —                  | —                  | —                  | Happy To You |
| 2012  | Pretender       | —                  | —                  | —                  | —                  | Happy To You |
| 2016  | Heart Is Full   | —                  | —                  | —                  | —                  | III          |
| 2016  | Genghis Khan    | —                  | —                  | —                  | —                  | III          |
| 2016  | The Heart Of Me | —                  | —                  | —                  | —                  | III          |

En tant qu'artiste invité
- Remedy - single avec Crookers (février 2010)
- Somebody to Love Me - single avec Mark Ronson

### Remixes
- Animal - Treasure Fingers Remix
- Animal - Fake Blood Remix
- Animal - Peter Bjorn and John Remix
- Animal - Punks Jump Up Remix
- Animal - Crookers Remix
- Animal - Mark Ronson Remix
- Animal - Fred Falke Remix
- Burial - Benny Blanco Remix
- Burial - DJ Mehdi Remix
- Silvia - Sebastian ingrosso & Dirty South Remix
- Silvia - Emalkay Remix
- Silvia - Hook N Sling & Goodwill Remix
- Silvia - Robotberget Remix
- Silvia - Sinden Remix
- Black & Blue - Netsky Remix
- Black & Blue - Caspa Remix
- Black & Blue - Tiga Remix
- The Rabbit - Stuart Price Remix
- Billie Holiday - LightsoverLA Remix
- Devil's Work - Dirty South Remix
- The Wave - Thomas Gold Remix
- The Wave - Style of Eye Remix
- Pretender - Deniz Koyu Remix
- Paddling Out - Wolfgang Gartner Remix

## Dans la culture populaire
- Leur chanson Paddling Out est présente dans le jeu vidéo FIFA 13, ainsi que dans Forza Horizon sur la radio Horizon Pulse.